# Publius Postumius Tubertus
Publius Postumius Tubertus was een Romeins generaal en politicus, die tweemaal consul van de Romeinse Republiek was.
Publius Postumius Tubertus was lid van de patricische gens Postumia. In 505 v.Chr. werd hij samen met Marcus Valerius Volusus tot consul gekozen. De consuls versloegen nabij Tibur de Sabijnen en kregen terug in Rome een triomftocht.
In 503 v.Chr. werd hij opnieuw tot consul gekozen, samen met Agrippa Menenius Lanatus.
In 493 v.Chr. behoorde Postumius tot de tien afgevaardigden die onder leiding van zijn medeconsul van 503 v.Chr. Menenius Lanatus naar de mons sacer trokken om te overleggen met het plebs, dat zich hier in het kader van de secessio plebis had teruggetrokken. Nadat de patriciërs een deel van hun macht aan het volk hadden afgestaan en hun schulden werden kwijtgescholden keerde het volk terug naar de stad.